# Josip Gamberger
Josip Gamberger (Tuzla, 18. siječnja 1894.- ?), odlikovani hrvatski vojni časnik.

## Životopis
Rođen u Tuzli u hrvatskoj katoličkoj obitelji. Otac se zvao Josip i mati Terezija, djevojački Hager. U Tuzli je završio četiri razreda osnovne i četiri razreda klasične gimnazije. Izabrao vojnički poziv. U Kamenici je završio četiri razreda kadetske škole. Školu je pohađao od 20. rujna 1910. do 12. kolovoza 1914. godine. Pored hrvatskog znao i njemački jezik. U austro-ugarskoj vojsci službovao je od 20. rujna 1910., povevši kao pitomac kadetske škole, a službu je završio u časničkom činu 29. listopada 1918. godine. Vojnu je karijeru nastavio u vojsci Kraljevine SHS u kojoj je službovao do 12. siječnja 1930. godine,., Oženio se u Đakovu, odakle mu je i supruga Micika, također iz hrvatske katoličke obitelji. Vrlo brzo nakon pada Jugoslavije u Travanjskom ratu prišao je novouspostavljenoj hrvatskoj državi NDH. U kopnenu vojsku NDH stupio je 22. travnja 1941. godine u Osječkoj pješačkoj pukovniji, popunidbeno zapovjedničtvo Osijek, kojem je pripadala općina i kotar Tuzla u NDH. Nosio je čin potpukovnika pješaštva. Tijekom rata bio je zavičajan u Petrovaradinu, kotar Srijemski Karlovci, popunidbeno zapovjedničtvo Ruma.

## Odlikovanja
- 1918.: Karlov trupni križ, Medalja ranjenika[1]
- 1944.: Bugarska spomenkolajna za rat 1915. - 1918. (Vj. 582)[1]
- 1944.: Ratni spomen-znak vrpca (br. 7529)[1]